# Brumby

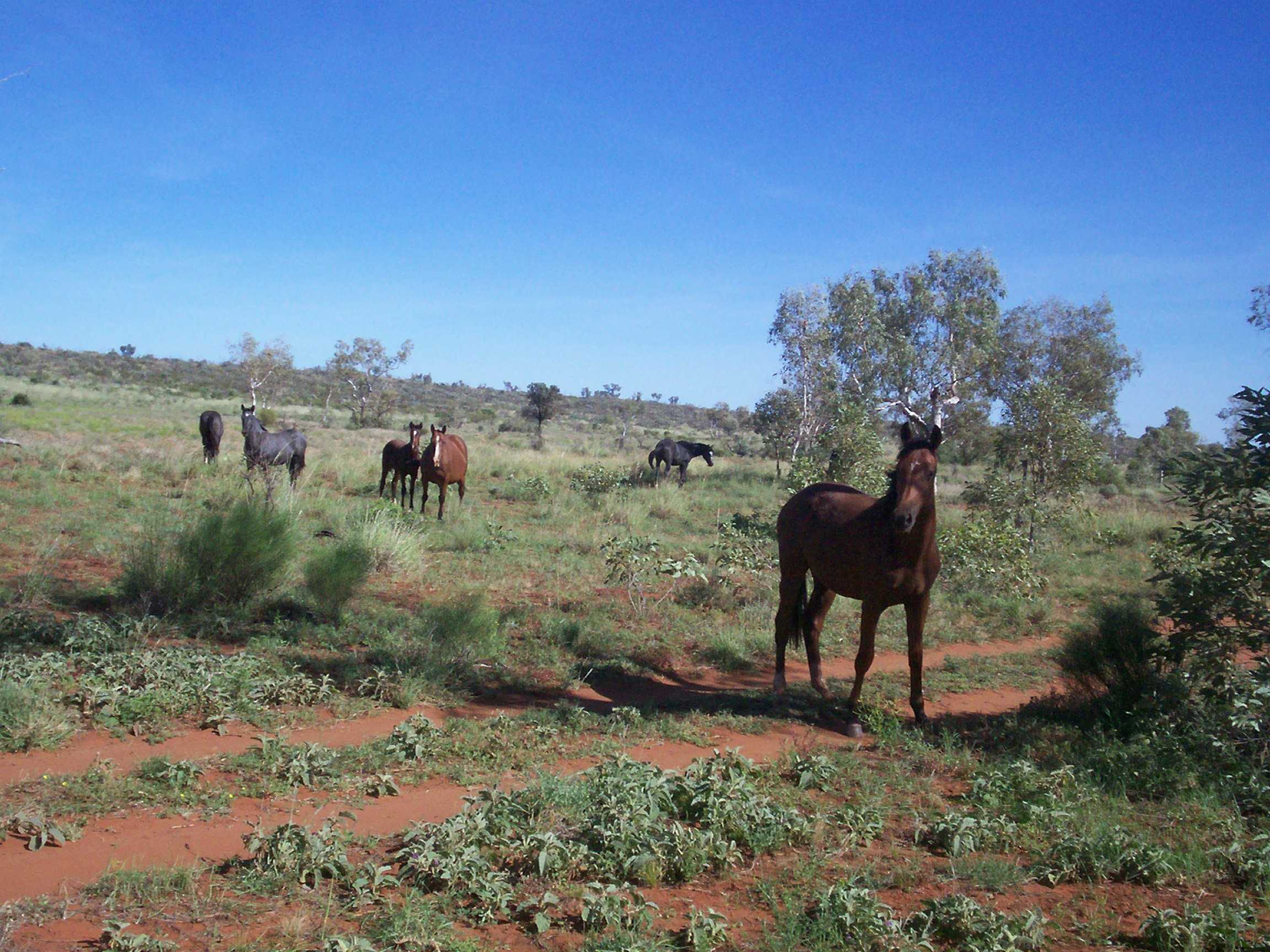
Brumby na Terytorium Północnym

 Brumby  lub Brumbee – zdziczałe konie australijskie, które pochodzą od wielu ras i typów koni oraz kuców, sprowadzonych na ten kontynent z wielu stron świata. Zwierzęta te człowiek uwalniał lub same uciekały do buszu. 
Konie pojawiły się na kontynencie australijskim w 1788; pierwsza ucieczka miała miejsce w 1804. Konie były rozmnażane ze względu na swoją przydatność w rolnictwie, transporcie, przemyśle wydobywczym, policji i sporcie. W 1850 australijska populacja koni wynosiła około 160 tysięcy. Wyłapywano konie dzikie, by sprzedawać je i użytkować. Przodkowie współczesnych Brumby służyli podczas II wojny burskiej oraz I i II wojny światowej. Po ich zakończeniu nieprzydatne już konie były często wypuszczane na wolność. Po dołączeniu do dzikich stad uszlachetniały je przez krzyżówki, co jest widoczne do dzisiaj.
Współcześnie Brumby występują najliczniej w skalistych pasmach górskich i na pustynnych równinach Terytorium Północnego oraz tropikalnych obszarach trawiastych Queensland. Ponadto żyją w pasmach górskich o umiarkowanym klimacie Nowej Południowej Walii i Wiktorii, w części Australii Południowej (północne obszary używane jako pastwiska i Coffin Bay), Australii Zachodniej (Kimberley, wschodnia Pilbara, północne obszary upraw). W przeciwieństwie do udomowionych koni, u Brumby rzadko występuje chów wsobny. 
Nazwa tych koni prawdopodobnie pochodzi od Jamesa Brumby’ego, jednego z pierwszych australijskich osadników, który pozostawił swoje konie w dziczy, kiedy sam wyjechał na Tasmanię. Populacja wskutek nadmiernego rozrodu tych koni i szkód, jakie Brumby poczyniają w środowisku jest kontrolowana przez odstrzał nadliczbowych osobników. Mieszkańcy Australii są jednak podzieleni w poglądach dotyczących Brumby, istnieją organizacje działające na rzecz dzikich australijskich koni.